# Caecidotea nortoni
Caecidotea nortoni är en kräftdjursart som först beskrevs av Steeves 1966.  Caecidotea nortoni ingår i släktet Caecidotea och familjen sötvattensgråsuggor. Inga underarter finns listade i Catalogue of Life.